# 工人新村 (上海)
工人新村是中華人民共和國建國後至1990年代對在上海新建的產業工人居住社區的一種稱呼。工人新村的住房主要由国家和单位負責分配。新村內的建築以4至6层高的砖混住宅為主。房管局（所）則是工人新村房屋的主管部门。上海第一批新村参照苏联集体农庄的结构而建，多户共用公共厨房和卫生设施。

## 歷史
上海的新村建設來自於20世纪初日本作家武者小路实笃发起的新村。1919年在龙华建立的龙华新村是上海第一个新村。南京國民政府時期为改善上海居住环境，上海市政府開始介入新村建设。1934年，在实业部指示下，上海市政府設立平民福利事业委员会，負責平民新村建設，並規定全家每月收入在卅元以下方可申請租住平民新村。抗日戰爭结束後，上海新村建设事务則歸上海市市民新村委员会管理。1946年，招商局为解决员工宿舍问题，在闸北同济路建造招商新村。
中華人民共和國建國後，當時有300万产业工人及其家庭居住在棚户、厂房和里弄，人均居住面积不到4平方米。1951年5月，上海市人民政府派工作组去普陀区调查工人住宅问题，出具的调查报告認為普陀區工人居住環境拥挤，許多房屋超过使用年限，有坍塌危险。上海市政府以報告為基礎确定了以“建造工人宿舍”为重点的改善人民居住条件的方案，並成立上海工人住宅建筑委员会，上海市副市長潘汉年负责筹建工人新村的领导与监督工作。
上海的工人新村建设主要集中在建国初期（1952-1954）和一五末期至大跃进初期（1956-1958）。在建國初期，上海工人新村主要在沪东（杨浦）、沪西（普陀）和沪南三个地區展开建設。至1958年底，上海市先后在普陀、杨浦、虹口、徐汇、长宁、闸北等区域开辟了34个住宅建设基地，建造新住宅达468万余平方米，建成大小新村超过200个，近60万工人及其家属搬进了新村。 　
普陀区最先被作为兴建工人住宅的试验区，1951年8月起征用真如镇东庙前村土地225亩，9月正式開建工人新村。1952年5月，上海第一个工人新村曹杨一村完工。因住宅靠近曹杨路，故定名为曹杨新村，首期完工的住宅，便称为曹杨一村。1952年6月25日，包括杨富珍、裔式娟在内的114位劳动模范和先进生产者代表迁入曹杨一村。由於第一批入住曹杨一村的工人，基本上都是劳模级别，因此當時上海有句口号叫做：“一人住新村，全厂都光荣。”杨浦区也在1952後陸續建成控江、鞍山、长白、凤城等多個工人新村。1958年後，閘北區也建立了彭浦新村。
1960年代至1970年代末，由於財政困難，住宅建設放緩。至1978年，上海共新建1139万平方米工人新村。20世紀90年代末，由於商品房取代福利分房，上海新建的住宅區不再以工人新村來稱呼或命名。

## 特点
为节约成本，工人新村一般都采用标准化设计，人均居住面积小，多户合用厨房、卫生间，外观不设置任何装饰。中共时期建设的工人新村有意减少个人独用部分，增加公用部分，以迫使居民在公共空间进行日常生活的方式“培育集体主义”:83-87

## 另見
- 二萬戶
- 铁路用地 (中华人民共和国)
  - 铁路新村